# 魯爾維爾 (密西西比州)
魯爾維爾（英語：Ruleville）是位於美國密西西比州森弗勞爾縣的城市。

## 人口
根據2020年美國人口普查的數據，魯爾維爾的面積為6.54平方千米，當中陸地面積為6.52平方千米，而水域面積為0.02平方千米。當地共有人口2642人，而人口密度為每平方千米404人。